# 方水镇
方水镇，原为方水乡，是中华人民共和国四川省绵阳市江油市下辖的一个乡镇级行政单位。2019年12月，撤销八一镇，将其所属行政区域划归方水镇管辖，方水镇人民政府驻永镇路2号。

## 行政区划
方水镇下辖以下地区：
永镇社区、官田村、广义村、白玉村、高包村、宝塔村、宝珠村、元门村、古树村和西林村。